# Modena
Modena este un oraș și o provincie din regiunea Emilia-Romagna a Italiei. În original în italiană cuvântul se citește cu accent pe prima silabă: [mo-de-na]. Populația orașului este de 175.000 de locuitori.

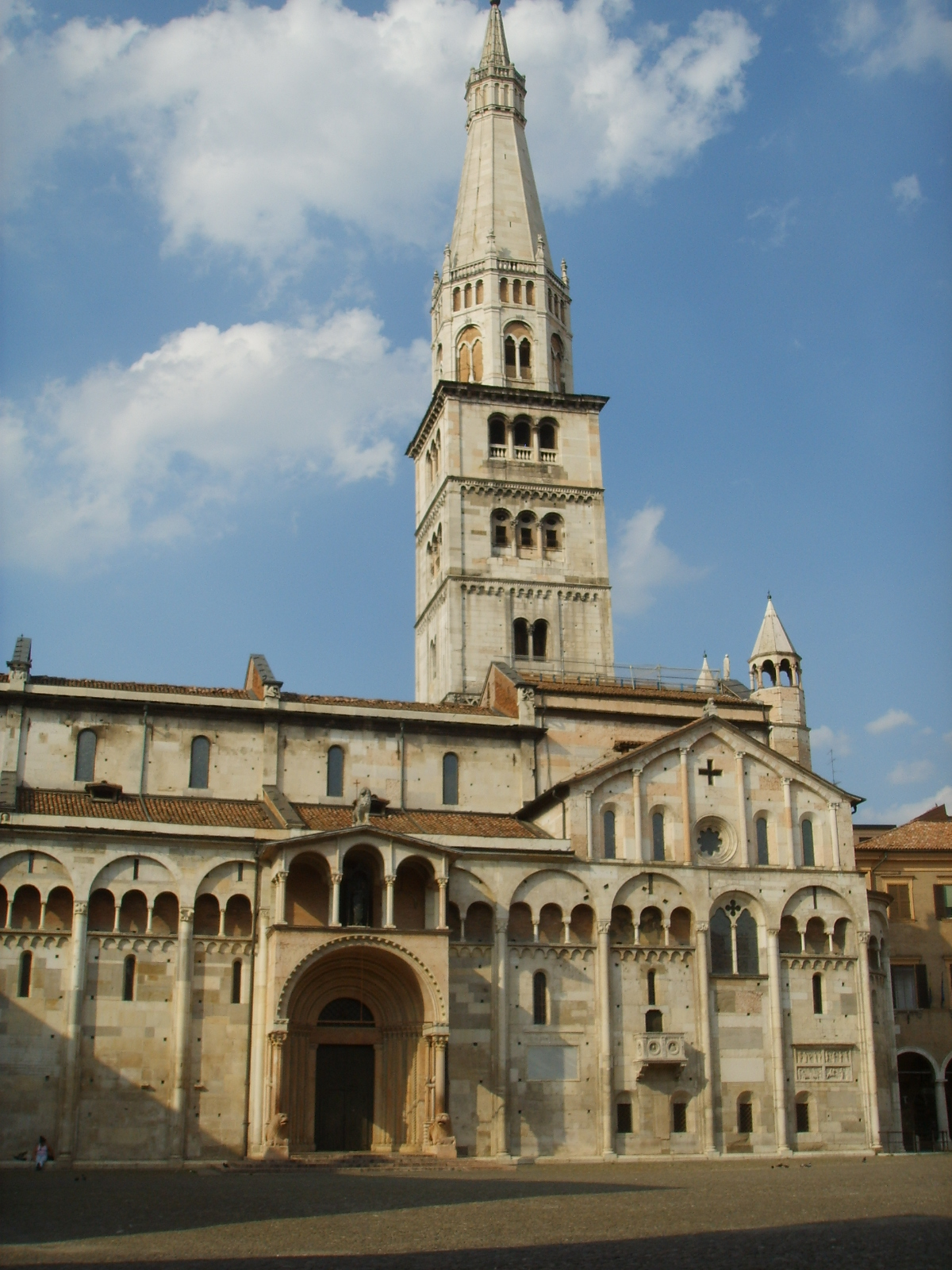
Domul din Modena

Orașul are o istorie îndelungată, existând încă de pe vremea Imperiului Roman.
Domul, Torre Cívica și Piazza Grande din Modena au fost înscrise în anul 1997 pe lista patrimoniului cultural mondial UNESCO.
Orașul este cunoscut și sub titlul de „capitala motoarelor”, datorită asocierii cu diferite firme de mașini italiene: Ferrari, Lamborghini și Maserati.

## Personalități
- Luciano Pavarotti, tenor

## Demografie
Modena - evoluția demografică

|  | Graficele sunt indisponibile din cauza unor probleme tehnice. Mai multe informații se găsesc la Phabricator și la wiki-ul MediaWiki. |

Date: Recensăminte sau birourile de statistică - grafică realizată de Wikipedia